# Marie-Joseph Chénier
Marie-Joseph Chénier (11. února 1764 Konstantinopol – 10. ledna 1811 Paříž) byl francouzský básník, dramatik a politik s řeckými kořeny. Je znám mimo jiné jako autor slov písně Le Chant du départ, hymny Francouzského císařství. Byl členem Francouzské akademie. Jeho bratr André Chénier byl rovněž významným básníkem.